# Kuiper Systems

Kuiper Systems LLC — дочірній підрозділ компанії Amazon, створений у 2019 році для розвитку супутникового угруповання, що надає широкосмугове підключення до Інтернету. Сам проект також зазвичай називають Project Kuiper.
Amazon уклала контракти з трьома постачальниками послуг запуску на 91 запуск протягом десяти років для розгортання угруповання в 3276 супутників. Загальна вартість контрактів на ці запуски перевищує 10 мільярдів доларів США, проте станом на квітень 2022 року дата початку запусків невідома.
Два супутники-прототипи KuiperSat-1 та KuiperSat-2 планується запустити в четвертому кварталі 2022 року силами компанії ABL Space Systems на ракеті RS1.

## Історія

### Концепція
Передбачається, що супутники використовуватимуть орбіту висотою від 590 до 630 км і працюватимуть спільно з раніше анонсованою Amazon великою мережею з 12 наземних супутникових станцій (AWS Ground Station unit), анонсованої в листопаді 2018 року. Станом на квітень 2021 року планується, що система складатиметься з 3236 супутників, що працюють у 98 орбітальних площинах у трьох орбітальних оболонках, на висотах 590, 610 та 630 км.
Президентом Kuiper Systems є Раджив Бадьял, колишній віцепрезидент супутникової інтернет-компанії SpaceX Starlink, який залишив її у 2018 році. У грудні 2019 року Amazon оголошувала, що очікується перенесення штаб-квартири до більшого науково-дослідного центру в Редмонді, штат Вашингтон, в 2020 році, проте подальшого оголошення про завершення переносу не було.

### Робота з регулятором
У квітні 2019 року Amazon оголосила, що профінансує та розгорне велике супутникове угруповання для широкосмугового доступу в інтернет під назвою Project Kuiper. Для запуску всіх запланованих 3236 супутників може знадобитися до десяти років, однак угруповання зможе надавати доступ, як стверджується, десяткам мільйонів людей. Amazon заявила, що «пропонуватимуться широкосмугові послуги через партнерські відносини з іншими компаніями» і поки невідомо, чи надаватиметься доступ індивідуальним користувачам безпосередньо.
У грудні 2019 року стало відомо, що Amazon виступала з пропозицією Федеральної комісії зі зв'язку США (FCC) пом'якшити вимоги до великих супутникових мереж (наприклад, подання заявки до 2016 року).), які довелося виконувати двом іншим її конкурентам — SpaceX і OneWeb.
30 липня 2020 року Amazon оголосила, що готова інвестувати понад 10 млрд дол. у проєкт у разі його схвалення FCC, і забезпечити інтернет-доступ на всій території планети. Зі свого боку, FCC наполягала на виконанні умови не створювати перешкод двом іншим схваленим супутниковим угрупованням.

### Устаткування
У грудні 2020 р. Amazon провела демонстрацію користувальницького обладнання, передбачуваного до впровадження, а саме плоску антену з фазованою решіткою Ka-діапазону, яка була компактнішою за типові антени діапазону 17-30 ГГц, лише 30 см шириною, а також як передбачається, буде вп'ятеро дешевшою за них. Amazon розраховує швидкість до 400 Мб/с.

## Запуски
Для запуску супутників передбачається використовувати будь-які наявні потужності, а не лише власну компанію Джефа Безоса Blue Origin. Наприклад, 19 квітня 2021 оголошено про контракт на 9 запусків на ракетах-носіях Atlas V компанії United Launch Alliance з можливістю продовження в майбутньому.
5 квітня 2022 року, Amazon оголосила про широкий набір контрактів на запуск з трьома постачальниками на загальну суму 83 запуски протягом наступного десятиліття. Угоди передбачають запуск повного угруповання з 3236 супутників і включають 18 запусків Європейського Ariane 6, 12 запусків New Glenn від Blue Origin (з опціями на 15 додаткових польотів) і 38 запусків на ракеті-носії Vulcan від United Launch Alliance. Всі три з цих ракет-носіїв середньої або великої вантажопідйомності ще не здійснили свій перший політ, хоча деякі з них заплановані вже на 2022 рік.
4 жовтня 2023 року, згідно повідомлення ресурсу Gizmodo, Amazon запустила на орбіту перші два супутники «KuiperSat-1» та «KuiperSat-2» у рамках місії Protoflight, яка є відповіддю на сервіс Starlink від SpaceX.

## Критика

### Нанесення шкоди екології
В 2023 році, науковці з США та Великої Британії визнали, що супутниковий інтернет, а саме мережа Starlink, негативно впливає на екологію. Вони зауважили, що супутникові групи вже зараз залишають значний екологічний слід, перевищуючи показник на одного абонента від наземних альтернатив в 14-21 рази. Прогнозується, що ця різниця може зрости до 31-91 разів протягом наступних 5 років. Як зазначалося, вплив на екологію має не лише SpaceX, а й Kuiper Systems та OneWeb, які також вже мають чисельну кількість супутників на орбіті Землі.